# Quercus baloot
Quercus baloot är en bokväxtart som beskrevs av William Griffiths. Quercus baloot ingår i släktet ekar, och familjen bokväxter. Inga underarter finns listade.